# Michel Champoudry
Michel Champoudry (8 de mayo de 1880 - 23 de junio de 1933) fue un atleta francés que corrió a principios del siglo XX cuya especialidad son las carreras de media distancia. Él participó en Atletismo en los Juegos Olímpicos de París 1900 y ganó la medalla de plata en la carrera por equipos 5000 metros para el equipo francés con Jacques Chastanié, Henri Deloge, Gaston Ragueneau y André Castanet.